# Jerónimo Felipe
Jerónimo o Gerónimo Felipe (Valencia, c. 1575 - Valencia, 1613) fue un compositor y maestro de capilla español.

## Vida
Nació en Valencia, hacia 1575, y se formó musicalmente en la misma Catedral de Valencia, donde era infante del coro de la capilla de música en 1585. Debió estudiar con el maestro Ginés Pérez de la Parra, teniendo el cargo de mozo de coro hasta 1590 o 1592.
Se desconoce el momento en el que pasó a ejercer el magisterio de la Catedral de Seo de Urgel, pero permaneció allí hasta 1600, momento en el que consiguió el magisterio de la Catedral de Lérida, donde permanecería hasta su desplazamiento a Valencia en 1604. Le sucedió en el cargo en Lérida Juan Bautista Comes, músico también valenciano que se había formado en la misma Catedral antes de 1596 con el maestro Pérez de la Parra.
En 1605 consiguió el magisterio en la Catedral de Valencia, en sucesión del maestro Ambrosio Cotes, que se había desplazado a Sevilla en 1600. Permanecería en el cargo en Valencia hasta su fallecimiento en 1613. Le sucedería de nuevo en el cargo el maestro Comes.

## Obra
Se le considera el introductor de la música barroca en la Catedral de Valencia. Hay noticias de Miserere suyo, escrito en dieciocho cuadernos, lo que indica que debía tener por lo menos doce a dieciséis voces, esto lo convertiría en uno de los primeros compositores españoles en realizar una obra de ese tamaño. La obra no se ha conservado.
La única obra suya que se conoce es un villancico dedicado a María Magdalena, titulado Tras el fiel esposo.